# Matej Marin
Matej Marin (Ptuj, 2 de julio de 1980-5 de septiembre de 2021) fue un ciclista esloveno, miembro del equipo austriaco Felbermayr-Simplon Wels.

## Palmarés
2005
- 1 etapa de la Vuelta a Serbia

2006
- 1 etapa de la Rhône-Alpes Isère Tour

2009
- Tour of Vojvodina I

2010
- Banja Luka-Belgrade II

2013
- 1 etapa del Istrian Spring Trophy

2014
- Gran Premio Sarajevo